# گلانن
گلانن (به فرانسوی: Glanon) یک کمون در فرانسه با جمعیت ۲۱۶ نفر است که در Canton of Seurre واقع شده‌است.